# ダニー・ゴットリーブ
ダニー・ゴットリーブ（Danny Gottlieb、1953年4月18日 - ）は、アメリカのドラマーである。おそらく、パット・メセニー・グループの元ドラマーとして、またマーク・イーガンとのグループ「エレメンツ」の共同結成メンバーとして、そして1988年にギル・エヴァンスが亡くなるまでの間、ギル・エヴァンス・オーケストラのメンバーとして活動したことで最もよく知られている。彼はまた、ブルース・ブラザーズ・バンドや、ジョルジュ・グルンツ・コンサート・ジャズ・バンド、ドイツのWDR、NDR、SWR、HRといったラジオ・バンドなどでツアーとレコーディングを行ってきた。2004年、彼はゲイリー・シニーズ率いるルーテナント・ダン・バンド (Lt. Dan Band)のドラマーとなった。ゴットリーブは400枚以上のアルバムで演奏し、14回に及ぶグラミー賞ノミネートと、4回の受賞を手中にした。彼は、北フロリダ大学の教授陣のメンバーとなり、ジャズ研究の専任教授として教鞭をとっている。

## 略歴
ダニエル・リチャード・ゴットリーブはニューヨークで生まれた。彼はメル・ルイスとジョー・モレロからレッスンを受け、1975年にマイアミ大学を卒業した。モレロとの関係は1968年から1990年代後半まで続き、生涯の師となった。ゴットリーブは、エド・ソフ、ボブ・モーゼス、ゲイリー・チェスター、ジャック・ディジョネット、ハロルド・ジョーンズといったドラマーたちと一緒に学んだ。1976年にパット・メセニーとともにゲイリー・バートン・カルテットのメンバーとなり、バートンのアルバム『パッセンジャーズ』のレコーディングに参加した。1977年から1983年まで、パット・メセニー・グループのメンバーの一人として活動した。ベーシストのマーク・イーガンもメセニーの最初のグループに在籍していた。イーガンとゴットリーブはバンド、エレメンツを結成した。
1982年、ゴットリーブとイーガンはフローラ・プリムとアイアート・モレイラと共にツアーを行い、ゴットリーブはモレイラが『The Spirt of Percussion』というタイトルの本を編集して発表するのを手伝った。1983年、ゴットリーブとイーガンはトランペッターのランディ・ブレッカーとピアニストのイリアーヌ・イリアスと共にツアーとレコーディングを行い、1984年には歌手のマイケル・フランクスとツアーを行った。1984年から1986年まで、彼はギタリストのジョン・マクラフリン率いるマハヴィシュヌ・オーケストラのメンバーとなった。モントルー・ジャズ・フェスティバルでのパフォーマンスのライブDVDが2007年にリリースされている。
1986年、ゴットリーブはギタリストのアル・ディ・メオラとツアーとレコーディングを行い、ギル・エヴァンス・オーケストラのメンバーとしてマーク・イーガンと参加した。1987年、ゴットリーブとイーガンは、ペルージャ・ジャズ・フェスティバルで、ギル・エヴァンスとスティングと共に、ジョージ・アダムス、トム・マローン、ブランフォード・マルサリス、ハイラム・ブロック、ピート・レヴィン、ギル・ゴールドスタインをフィーチャーしたバンドで演奏した。ゴットリーブは、ギル・エヴァンスが1988年に亡くなるまで一緒に共演し続けた。
ゴットリーブは、ブルース・ブラザーズ・バンドでツアーとレコーディングを行い、ブッカー・T&ザ・MG'sでパフォーマンスとレコーディングを行った。ゴットリーブは、ジェフ・バーリン、ジョルジュ・グルンツ・コンサート・ジャズ・バンド、グエン・レ、WDRおよびNDRビッグバンドなど、さまざまなグループやアーティストと共にヨーロッパを頻繁にツアーした。
2004年、ゴットリーブとパーカッショニストである妻のベスは、ゲイリー・シニーズのルーテナント・ダン・バンドに加入した。バンドは、ゲイリー・シニーズ財団と軍事慈善団体のために、世界中で400回を超える募金コンサートを行ってきた。
2005年、ゴットリーブはジャズ・クリニック専門家にしてユーフォニアムの名手であるリッチ・マットソンによって開始されたプログラムで、ジャクソンヴィルにある北フロリダ大学の常勤講師となった。この2人は、1970年にゴットリーブが中東オールスター・ハイスクール・ジャズ・バンドのメンバーであり、マットソンがゲストのクリニック専門家であったときに初めて出会った。ゴットリーブは現在、ジャズ研究の正教授を務めている。
2006年、ゴットリーブは、ベーシストのジャック・ブルース、ヨルグ・アヒム・ケラーが編曲と指揮を担当するHRビッグバンドと一緒に演奏しレコーディングした。DVDとCDがリリースされている。
ゴットリーブは、アレンジャーのチャック・オーウェンのビッグバンド「ザ・ジャズ・サージ」の録音と演奏も行っている。2017年にグループはグラミー賞3部門にノミネートされ、2018年のグラミー賞では4部門にノミネートされた。
2019年、ゴットリーブは教師であり指導者でもあるハロルド・ジョーンズと教科書を共同執筆し、『Harold Jones Interpretation of Big Band Swing』のタイトルで、カウント・ベイシーとの演奏時におけるジョーンズの演奏スタイルの解釈を紹介した。ゴットリーブは教科書『The Evolution of Jazz Drums』および、10枚の教育用DVD（うち3枚は彼の師であるジョー・モレロをフィーチャーしている）を発表している。
UNF財団の助成金を通じて、ゴットリーブはカーペンター図書館にジャズのアーカイヴを作成し、コンサート・プロモーターであったジャック・クラインシンガーと、部門創設者であるリッチ・マットソンの作品をアーカイヴした。クラインシンガー・コレクションには、300本を超えるクラインシンガーのコンサートがあり、オーディオ、写真、ビデオ・インタビューが収録されている。ニューヨークの歴史の中で最も長く続いている連続ジャズ・シリーズをアーカイヴしている。クラインシンガーはオリジナルのコンサート・テープをすべてUNFに寄付し、2016年には彼の寄付を称えて名誉博士号が授与された。
マットソン・コレクションには、リッチ・マットソンのコレクションからのライブ・コンサートのテープが400本以上含まれており、1988年から1991年にかけてジャクソンヴィル・パブリック・ラジオで公開された40本のライブ・ラジオ番組もある。3つの放送は「UNF Digital Commons / Matteson」からアクセスできる。

## ディスコグラフィ

### リーダー・アルバム
- 『アクアマリン』 - Aquamarine (1987年、Atlantic) ※ジョン・マクラフリン、ジョー・サトリアーニ、ジョン・アバークロンビー、ミッチェル・フォアマン参加
- 『ホワールウィンド (旋風)』 - Whirlwind (1989年、Atlantic) ※チャック・ローブ、マーク・イーガン参加
- Brooklyn Blues (1991年、Big World) ※with Gil Goldstein, John Abercrombie, Jeremy Steig, Chip Jackson
- Beautiful Ballads (2005年、Nicolosi Productions) ※with Mark Soskin and Chip Jackson
- Jazz Standards (Nicolosi) ※with Andy Laverne and Chip Jackson
- A.S.A.P (ITM Pacific) ※with Andy Laverne, Bill Washer, Chip Jackson
- Back to the Past (2016年、Nicolosi) ※with guest interviews with Don Lamond, and Joe Morello

### エレメンツ
- 『エレメンツ - フィーチャリング・ビル・エヴァンス』 - Elements (1982年、Antilles)
- 『フォワード・モーション』 - Forward Motion (1985年、Antilles)
- 『ブロウン・アウェイ』 - Blown Away (1985年、Mesa/Bluemoon)
- 『イルミネーション』 - Illumination (1987年、Novus)
- 『リベラル・アーツ』 - Liberal Arts (1989年、Novus)
- Spirit River (1990年、Novus)
- Far East, Vol. 1 (1992年、Wavetone)
- Far East, Vol. 2 (1995年、Wavetone)
- Untold Stories (1996年、Wavetone)

### ピート・レヴィン & ダニー・ゴットリーブ
- The New Age of Christmas (1989年、Atlantic)
- 『マスターズ イン ジス ホール (ニューエイジクリスマストゥー)』 Masters in this Hall (1990年、Levin Productions)

### Gottlieb-Danielson Project
- Extended Journey (2004年、Clavebop)